# Winthemia viarum
Winthemia viarum är en tvåvingeart som beskrevs av Robineau-desvoidy 1830. Winthemia viarum ingår i släktet Winthemia och familjen parasitflugor.
Artens utbredningsområde är Frankrike. Inga underarter finns listade i Catalogue of Life.